# فيكتور موزادي
فيكتور موزادي مواليد 22 يونيو 1978 في ليبرفيل، هو لاعب كرة سلة أنغولي سابق. مثّل منتخب بلاده. شارك في دورة الألعاب الأولمبية الصيفية سنة 2000. حقق المركز الأول في بطولة أمم أفريقيا لكرة السلة 2003.

## سجل المنافسة
شارك في المنافسات التالية:
- الألعاب الأولمبية الصيفية 2004
- الألعاب الأولمبية الصيفية 2000

## الميداليات
| الميدالية | المسابقة                          |
| --------- | --------------------------------- |
| ذهبية     | بطولة أمم أفريقيا لكرة السلة 2003 |
| ذهبية     | بطولة أمم أفريقيا لكرة السلة 2005 |
| ذهبية     | بطولة أمم أفريقيا لكرة السلة 2007 |

## روابط خارجية
- فيكتور موزادي على موقع الاتحاد الدولي لكرة السلة (الإنجليزية)
- فيكتور موزادي على موقع كرة السلة الأوروبية.كوم (الإنجليزية)
- فيكتور موزادي على موقع ريلجم (الإنجليزية)
- فيكتور موزادي على موقع بروبوليرز (الإنجليزية)
- فيكتور موزادي على موقع سبورتس رفرنس (الإنجليزية)
- فيكتور موزادي على موقع أوليمبيديا (الإنجليزية)